# 1966年の航空
< 1966年
1965年の航空 - 1966年の航空 - 1967年の航空

## 航空に関する出来事

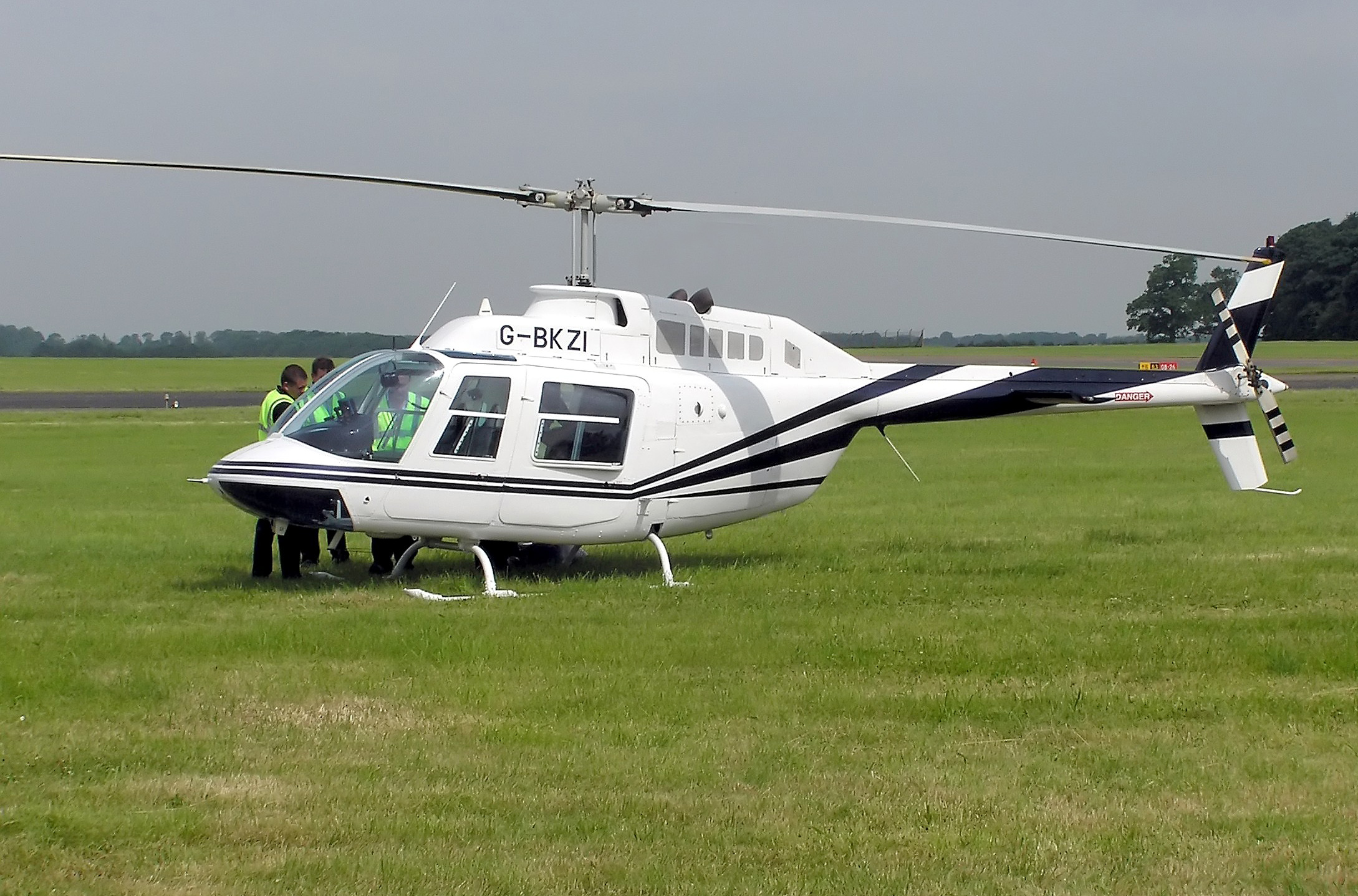
ベル206

- 1月10日 - アメリカのヘリコプター、ベル206A ジェットレンジャーが初飛行した。
- 1月17日 - スペインのPalomares付近で、B-52 ストラトフォーレストと給油機 KC-135 が給油中に衝突、墜落し乗員は死亡し、核物質による汚染事故が発生した。（パロマレス米軍機墜落事故）
- 1月21日 - 日ソ航空協定締結。
- 1月31日 - ソビエトのルナ9号が打ち上げられた。
- 2月3日 - ソ連のルナ9号が月面に軟着陸し、月面の土壌の画像を送信した。
- 2月4日 - 全日空60便（ボーイング727）が、東京湾に墜落し、133人が死亡した。（全日空羽田沖墜落事故）
- 3月4日 - カナダ太平洋航空402便（DC-8）が、羽田空港防潮堤に激突し、64人が死亡した。（カナダ太平洋航空402便着陸失敗事故）
- 3月5日 - 英国海外航空911便（ボーイング707）が、富士山上空で空中分解して墜落し、124人が死亡した。（英国海外航空機空中分解事故）
- 3月16日〜17日 - ニール・アームストロングと、デービット・スコットが搭乗したジェミニ8号の宇宙飛行し、アジェナ標的機とランデブー飛行とドッキングを行った。
- 5月18日〜6月20日 - イギリスの女性パイロット、シーラ・スコットがパイパー コマンチで女性の世界一周飛行記録を更新した。
- 6月3日〜6日 - トーマス・スタフォードとユージン・サーナンが搭乗するジェミニ9号が宇宙飛行した。

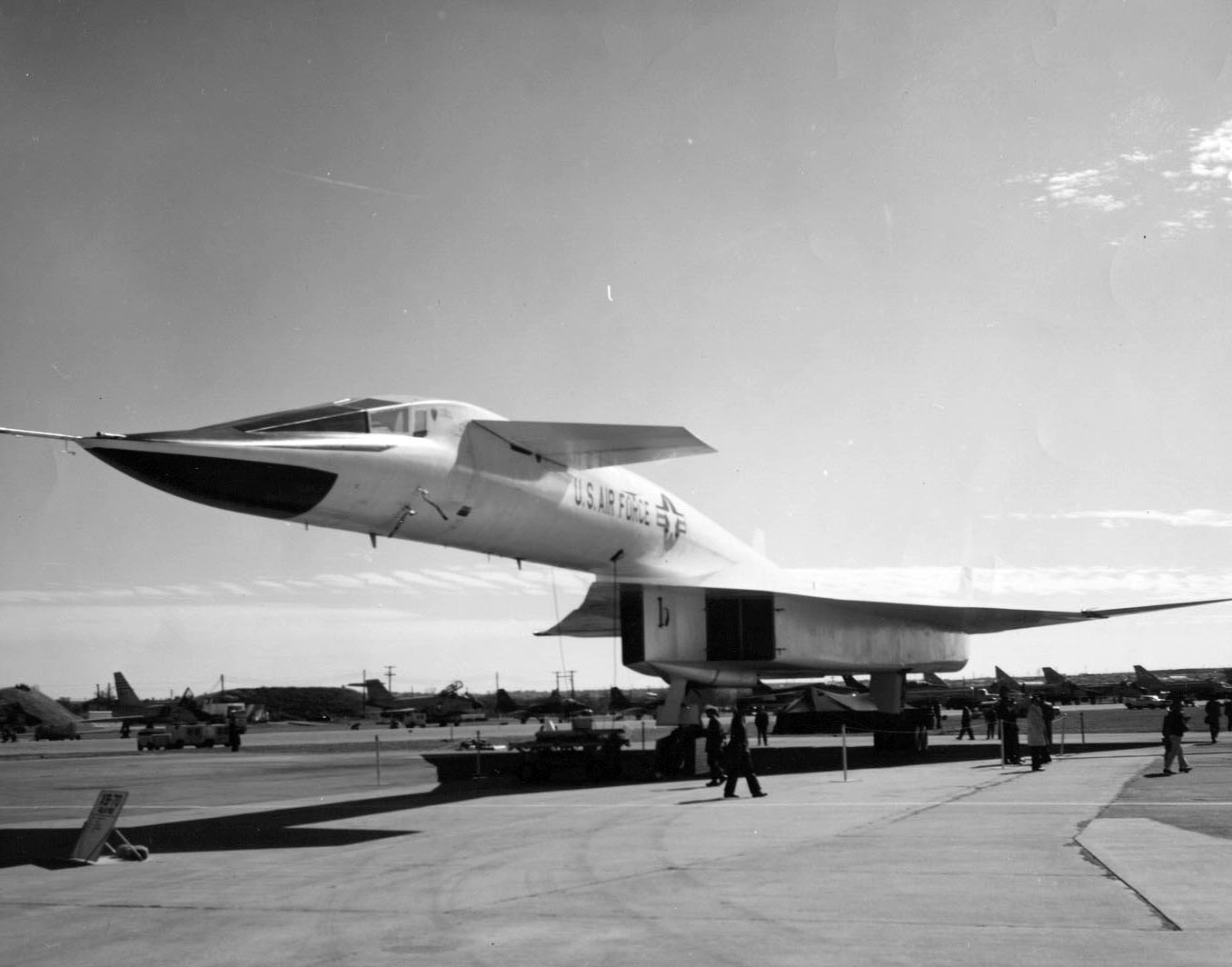
XB-70 ヴァルキリー

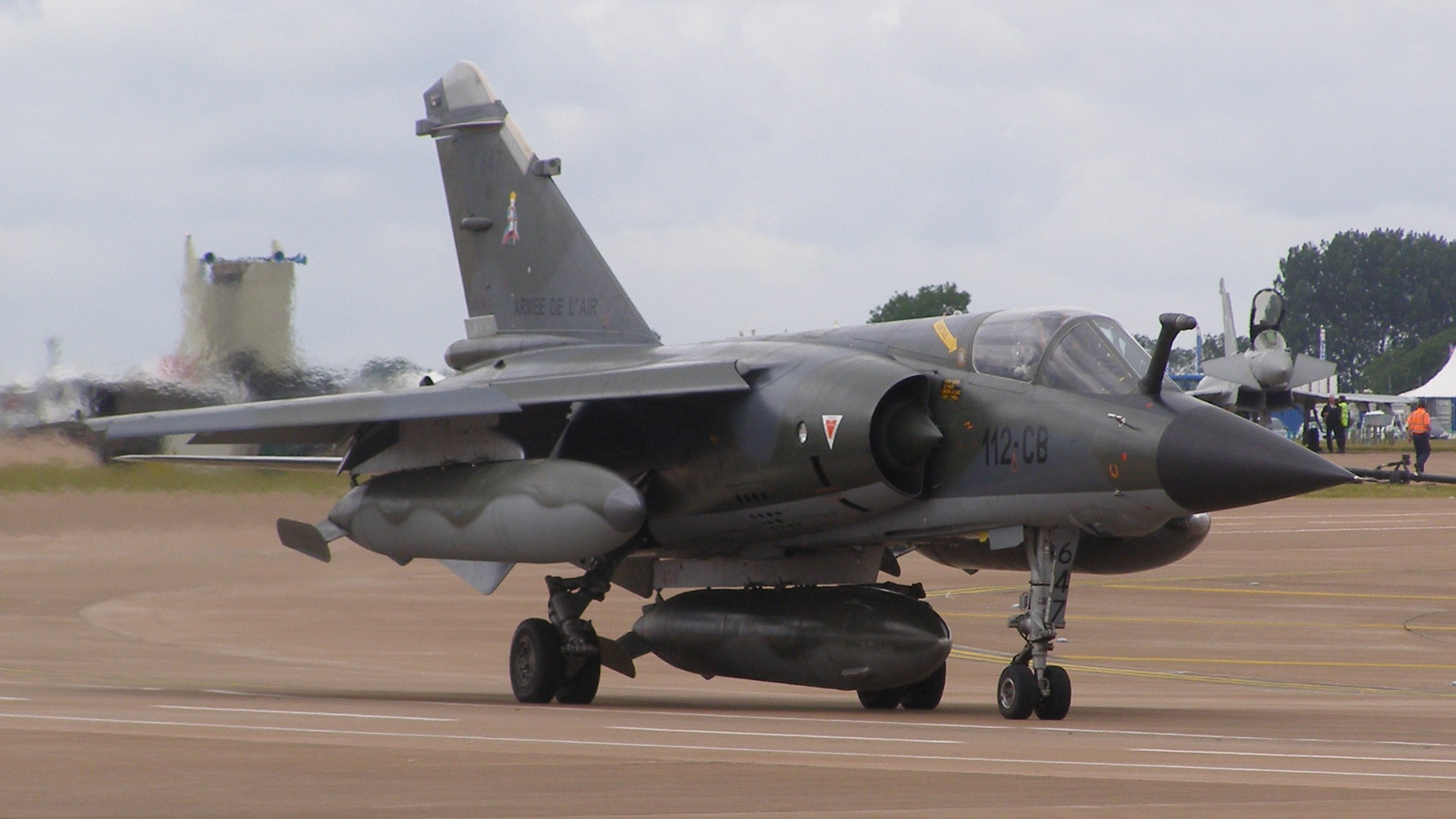
フランス空軍のミラージュF1CR

- 6月8日 - アメリカの超音速戦略爆撃機、XB-70 ヴァルキリーの2号機が、同伴機（チャイサー）のF-104スターファイターと接触し、パイロットが死亡した。
- 6月29日 - ベトナム戦争でアメリカによるハノイの爆撃が開始された。
- 7月18日〜21日 - ジョン・ヤングとマイケル・コリンズの搭乗するジェミニ10号が宇宙飛行し、宇宙遊泳を行った。
- 8月2日 - 可変翼戦闘機Su-17の原型の実験機スホーイ Su-22Iが初飛行した。
- 8月26日 - 日本航空羽田空港墜落事故が発生。
- 8月31日 - ホーカー・シドレー ハリアーが、初めてホバリングした。
- 9月9日 - コンコルド用のロールスロイス オリンパス、エンジンがアブロ バルカン爆撃機に搭載されて試験が開始された。
- 9月12日〜15日 - ジェミニ11号の宇宙飛行。
- 9月24日 - ソビエトの女性パイロット、マリナ・ソロビエワ（ Marina Solovyeva）が実験機Ye-76で2,044 km/hの女性の速度記録を樹立した。
- 11月11日〜15日 - ジェミニ12号の宇宙飛行。
- 11月18日 - アメリカのウィリアム・ナイトが実験機 X-15でマッハ 6.33 (6,840 km/h)の速度記録を樹立した。
- 11月27日 - フランスのロケット、コラの最初の発射が行われたが打ち上げに失敗した。
- 12月18日 - フランスのロケット、コラが2回目の実験で発射に成功した。
- 12月23日 - フランスのダッソー社の、ミラージュF1が初飛行した。
- 1966年 - アメリカ合衆国の発明家、ドミーナ・ジャルバートが操縦性を改善したパラフォイルの特許を取得した。

## 1966年に初飛行した機体の画像

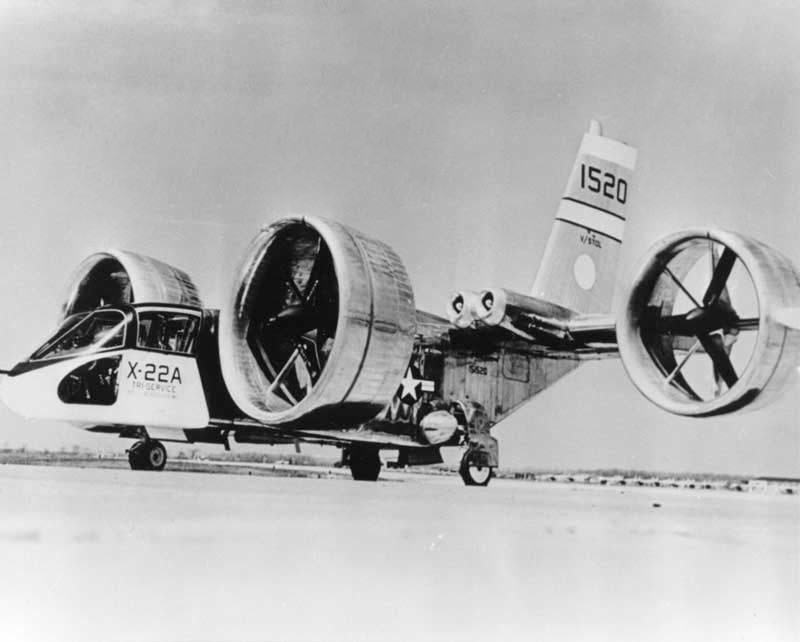
X-22 （3月17日）
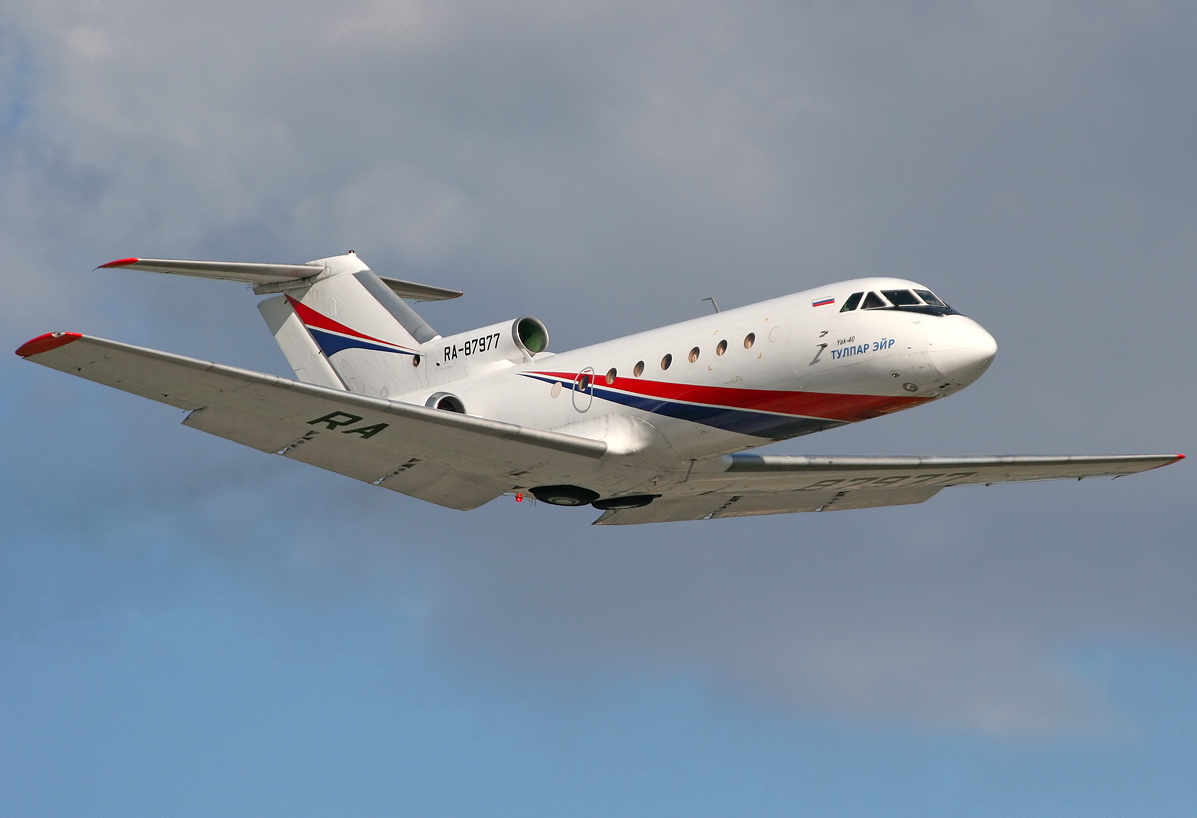
Yak-40 （10月21日）

## 航空に関する賞の受賞者
- ハーモン・トロフィー：ジム・ラヴェル 、バズ・オルドリン、エドワード・ホワイト、シーラ・スコット
- デラボー賞： チャールズ・コンラッド